# Emmanuelle Arsan
Emmanuelle Arsan är en pseudonym för den franska författaren Marayat Rollet-Andriane (född Bibidh, 1932–2005), samt hennes make Louis-Jacques Rollet-Andriane som tillsammans skapade den fiktiva karaktären Emmanuelle.
Marayat Rollet-Andriane föddes i Bangkok i Thailand och gifte sig vid 16 års ålder med en fransk diplomat, Louis-Jacques Rollet-Andriane. Den erotiska romanen Emmanuelle publicerades ursprungligen anonymt 1959 men senare utgåvor publicerades som en påstått självbiografisk berättelse under namnet Emmanuelle Arsan, som sedan uppgavs vara Marayat Rollet-Andriane. Charles de Gaulle ska ha avskytt boken så mycket att han försökt få den förbjuden i Frankrike. Marayat Rollet-Andriane medverkade, under namnet Marayat Andriane, som skådespelerska i filmen Kanonbåten San Pablo (1966). Emmanuelle gjordes 1974 till en mycket framgångsrik film med Sylvia Kristel i huvudrollen. Två år senare filmades Arsans roman Laure och denna film krediterade Arsan som regissör och Marayat Rollet-Andriane medverkar även i filmen, krediterad som Emmanuelle Arsan. Filmens verklige regissörer var dock Ovidio G. Assonitis och Louis-Jacques Rollet-Andriane. Den senare, inte hans fru, har också påståtts vara den verklige författaren till böckerna av Emmanuelle Arsan.
Marayat Rollet-Andriane dog 2005 i Chantelouve efter en längre tids sjukdom. Marayat fick två döttrar, Sophie och Danièle. Louis-Jacques Rollet-Andriane dog 2008.